# Chaetodus venezolanus
Chaetodus venezolanus är en skalbaggsart som beskrevs av Martinez 1994. Chaetodus venezolanus ingår i släktet Chaetodus och familjen Hybosoridae. Inga underarter finns listade i Catalogue of Life.